# Citypop
Citypop (シティ・ポップ, shiti poppu) is een muziekgenre dat is ontstaan uit de J-pop. Citypop ontstond eind jaren 70 van de twintigste eeuw en was het meest populair in Japan gedurende de jaren 80.

## Beschrijving
Er is geen duidelijke consensus over welke muziek precies wordt gerekend onder citypop. De muziekstijl was in Japan in die tijd vooral gericht op mensen in het stadsleven, de economische groei, en nieuwe technologie, zoals de walkman, cassettespelers en elektronische muziekinstrumenten.
Veel artiesten omarmden niet de Japanse invloeden van hun voorgangers en leenden in plaats hiervan invloeden uit Noord-Amerikaanse muziek, zoals softrock, boogie en funk. Er zijn ook voorbeelden bekend met invloeden uit de fusion en disco. Een ander kenmerk van citypop is het veelvuldig gebruik van enkele Engelse woorden in de teksten. Artiesten die in de jaren 80 hoog in de Japanse hitlijsten stonden zijn Tatsuro Yamashita, Toshiki Kadomatsu, Taeko Onuki, Tomoko Aran en Anri.
Begin jaren 90 was de citypop inmiddels op zijn retour en werd door de jongere generaties in Japan niet meer beluisterd.

## Opleving
Het muziekgenre zag rond 2010 op videoplatform YouTube nog een kleine opleving vanwege de heruitgaven van bepaalde Japanse albums. Ook internationaal werd het genre populair onder een kleine groep fans op het internet, die samples mixten en deze uitbrachten in het genre vaporwave.
In 2020 was er opnieuw een opleving van het genre toen het nummer "Mayonaka no Door (Stay with Me)" van Miki Matsubara plots viraal ging. Het nummer dateert uit 1979 en kwam internationaal hoog in de hitlijsten van veelgestreamde J-popmuziek, zoals die van Apple Music en Spotify. Ook het nummer "Plastic Love" uit 1984 van Mariya Takeuchi zag een zelfde opleving in populariteit. Waar dat nummer in 1984 niet hoger genoteerd kwam dan de 85e positie, was een onofficiële video op YouTube in 2017 ruim 40 miljoen keer bekeken.
Andere nummers die populair werden in video's op TikTok zijn "4:00 AM" van Taeko Onuki, "Machi no dolphin" van Kingo Hamada en "Remember Summer Days" van Anri. Door deze groei werden er in 2022 ruim 100 titels opnieuw op cd en lp uitgebracht door de Japanse platenlabels.

## Voorbeelden
Enkele bekende citypopartiesten die meerdere albums hebben uitgebracht zijn:
- Anri
- Casiopea
- Mai Yamane
- Meiko Nakahara
- Miki Matsubara
- Mariya Takeuchi
- Omega Tribe

- Seiko Matsuda
- Taeko Onuki
- Tatsuro Yamashita
- Tomoko Aran
- Toshiki Kadomatsu
- Yasuha
- Yukiko Okada